# Rosendeller Bach
Der Rosendeller Bach ist ein gut zwei Kilometer langer, westlicher und linker Zufluss des Borbecker Mühlenbachs in Nordrhein-Westfalen an der Grenze von Mülheim an der Ruhr und Essen.

## Geographie

### Verlauf
Der Rosendeller Bach entspringt nordöstlich des Mülheimer Ortsteils Winkhausen auf einer Höhe von etwa 84 m ü. NHN beim Kirchmannshof an der Grenze von Mülheim und Essen. 
Er fließt zunächst in östlicher Richtung durch das Winkhauser Tal und markiert dabei die Grenze zwischen E-Schönebeck und Mülheim. 
Er nimmt dann von rechts den von der Mülheimer Seite kommenden Winkhauser Bach auf, unterquert noch die Gleisanlagen der S-Bahnstrecke Mülheim-Essen und mündet schließlich westlich des Essener Stadtteils Frohnhausen auf einer Höhe von ungefähr 58 m ü. NHN von links in den Borbecker Mühlenbach.
Der etwa 2,2 km lange Lauf des Rosendeller Bachs endet ungefähr 26 Höhenmeter unterhalb seiner Quelle, er hat somit ein mittleres Sohlgefälle von circa 12 ‰.

### Einzugsgebiet
Das 4,568 km² große Einzugsgebiet des Rosendeller Bachs wird durch ihn über den Borbecker Mühlenbach. die Berne, die Emscher und den Rhein zur Nordsee entwässert.
Es grenzt
- im Süden an das des Ruhmbachs, der in die Ruhr mündet
- im Westen an das des Horbachs, ebenfalls ein Zufluss der Ruhr
- und im Nordwesten an das des Emscherzuflusses Hexbach.

Im nördlichen Bereich des Einzugsgebiets dominieren Siedlungen und im Süden herrscht Ackerland vor.

### Zuflüsse
- Winkhauser Bach (rechts), 1,0 km